# Paradentalium hemileuron
Paradentalium hemileuron is een Scaphopodasoort uit de familie van de Dentaliidae. De wetenschappelijke naam van de soort is voor het eerst geldig gepubliceerd in 1911 door Verco.